# Surrealistic Pillow
Surrealistic Pillow är den psykedeliska musikgruppen Jefferson Airplanes andra album, släppt i februari 1967 av skivbolaget RCA Victor. Musiken var starkt psykedelisk folkrock. 
Albumet kan sägas vara ett av de första psykedeliska albumen som gjorde riktigt stor succé, och det öppnade för andra band som sysslade med liknande musik. Det blev som bäst trea på Billboards albumlista. På albumet finns Jefferson Airplanes två mest kända låtar, "Somebody to Love" och "White Rabbit" (#5 respektive #8 på Billboards singellista).
Surrealistic Pillow är Jefferson Airplanes första LP med sångerskan Grace Slick. (På den allra första LP:n Jefferson Airplane Takes Off från 1966 hette vokalisten Signe Toly Anderson.) Grace Slick hade tidigare varit medlem i en annan psykedelisk San Franciscogrupp, The Great Society. I denna grupp spelade hennes dåvarande make Jerry Slick trummor och hans bror Darby Slick gitarr. Från Great Society tog Grace Slick med sig låtarna "White Rabbit" (skriven av henne själv) och "Somebody to Love" (skriven av svågern Darby Slick).
Texten till "White Rabbit" är inspirerad av Lewis Carrolls barnbok Alice i Underlandet från 1865. En vit kanin finns omnämnd i denna bok. Alice nämns också i texten till White Rabbit. Men låten anses också ha tydliga syftningar på droger. Texten börjar One pill makes you larger and one pill makes you small.... 

## Låtlista
Sida ett
1. "She Has Funny Cars" (Marty Balin/Jorma Kaukonen) – 3:14
2. "Somebody to Love" (Darby Slick) – 3:00
3. "My Best Friend" (Skip Spence) – 3:04
4. "Today" (Balin/Paul Kantner) – 3:03
5. "Comin' Back to Me" (Balin) – 5:23

Sida två
1. "3/5 of a Mile in 10 Seconds" (Balin) – 3:45
2. "D.C.B.A. -25" (Kantner) – 2:39
3. "How Do You Feel" (Kantner) – 3:34
4. "Embryonic Journey" (Kaukonen) – 1:55
5. "White Rabbit" (Grace Slick) – 2:32
6. "Plastic Fantastic Lover" (Balin) – 2:39

Bonusspår på den remastrade CD-utgåvan från 2003
1. "In the Morning" (Kaukonen) – 6:21
2. "J.P.P. McStep B. Blues" (Spence) – 2:37
3. "Go to Her" (version 2) (Kantner/Irving Estes) – 4:02
4. "Come Back Baby" (traditional, arrangerad an Kaukonen) – 2:56
5. "Somebody to Love" (mono singel-version) (Darby Slick) – 2:58
6. "White Rabbit" (mono single-version) (Grace Slick) / "D.C.B.A.-25" (instrumental; gömd spår) – 5:21

## Medverkande
Musiker
- Marty Balin – gitarr, sång
- Jack Casady – basgitarr, gitarr
- Spencer Dryden – trummor, percussion
- Paul Kantner – rytmgitarr, sång
- Jorma Kaukonen – sologitarr, sång
- Grace Slick – sång, orgel, piano, blockflöjt

Bidragande musiker
- Jerry Garcia – gitarr (spår 4,5. 11–13)

Musiker på den brittiska versionen
- Signe Anderson – sång (på "Chauffeur Blues" av Lester Melrose, spår 8 på den brittiska versionen)[7]
- Skip Spence – trummor (på "Chauffeur Blues")

Produktion
- Rick Jarrard – producent
- David Hassinger – ljudtekniker
- Marty Balin – omslagsdesign
- Herb Greene – foto